# الواسط
الواسط ويسمى أحيانا عمود البيت هو العمود الذي يثبت به بيت الشعر ويوجد في وسط البيت. العمود عادة ما يكون خشبي. وهو يتصل بنسيج البيت بواسطة " واوية - قطعة خشب مكعبة. وحسب العادات البدوية يعلق على الواسط السيف أو البندقية.قد يكون لبيت الشعر أكثر من واسط وذلك حسب حجمه فبيت الواسط الواحد يسمى الفردية والبيت ذو الواسطين يسمى فازه والبيت الثلاثة يسمى مثولث.